# Diana Ross
Diana Ernestine Earle Ross (Detroit, Michigan, 1944. március 26. –) Golden Globe- és Tony-díjas amerikai énekesnő, színésznő. Tizenháromszor jelölték Grammy-díjra.

## Élete és pályafutása
Detroitban született 1944. március 26-án. Szülővárosát a soul, a rhythm and blues bölcsőjének tartották, és itt alakult a fekete előadók legjelentősebb kiadója, a Tamla Motown is, amely Diana első lépéseire is ügyelt.
Még 16 éves sem volt, amikor barátnőivel létrehozta a Primettes együttest, amely Supremes néven aratott világra szóló sikereket. A fekete lánytriót egy idő után Diana Ross és a Supremes néven emlegették. A trió a soulzene lágyabb vonalát követte, olyan slágerekkel lopták be magukat a fekete és fehér közönség szívébe, mint a Stop! In The Name of Love, a Baby Love vagy az I Hear The Symphony. A saját produkciók mellett gyakran társultak más formációkkal, leggyakrabban a Temptations, s olykor a Four Tops együttessel. Amerikában több mint tíz kislemezük került a lista élére, de Angliában is legalább féltucat éllovas daluk volt, s több albumuk került az élre tengeren innen és túl.
Hiába volt sikeres a Supremes, Diana 1970-től szólóként folytatta. Az Ain't No Mountain High című dallal vezetett először listát, és több mint két évtized leforgása alatt további nyolc dalt juttatott a csúcsra.
Filmekben is szerepelt az 1970-es években. A Billie Holiday életéről szóló Lady Sings the Blues című filmben nyújtott alakításáért Golden Globe-díjat kapott és Oscar-díjra is jelölték. 1975-ben a Mahogany, 1978-ban a The Wiz című filmekben is szerepelt.
Az 1980-as években háttérbe szorult, de az 1990-es évekre újra visszatért. Budapesten 1996-ban José Carreras, Plácido Domingo és Rost Andrea társaságában lépett fel a Népstadionban.
Michael Jackson volt az egyik legjobb barátja.

## Filmjei
- Soul Deep: The Story of Black Popular Music (2005) szereplő
- Dupla platina (1999) színész
- Sötétből a fénybe (1994) színész
- A Wiz (1978) színész

## Szólóalbumai
- Diana Ross (1970)
- Everything Is Everything (1970)
- Surrender (1971)
- Touch Me in the Morning (1973)
- Diana & Marvin (with Marvin Gaye) (1973)
- Last Time I Saw Him (1973)
- Diana Ross (1976)
- Baby It's Me (1977)
- Ross (1978)
- The Boss (1979)
- diana (1980)
- Why Do Fools Fall in Love (1981)
- Silk Electric (1982)
- Ross (1983)
- Swept Away (1984)
- Eaten Alive (1985)
- Red Hot Rhythm & Blues (1987)
- Workin' Overtime (1989)
- The Force Behind the Power (1991)
- A Very Special Season (1994)
- Take Me Higher (1995)
- Every Day Is a New Day (1999)
- Blue (2006)
- I Love You (2006)

## Színházi szerepei
- Self-Unfinished (zene)